# KENJIRO SAKIYA MUSIC BOX vol.1 〜pastel spring〜
『KENJIRO SAKIYA MUSIC BOX vol.1 〜pastel spring〜』（ケンジロウ・サキヤ・ミュージック・ボックス・ボリュームワン・〜パステル・スプリング〜）は、崎谷健次郎の通算6枚目のインストゥルメンタル・アルバム。2012年4月22日に発売。

## 解説
- 崎谷自身の歌唱曲をオルゴール編曲した本人プロデュース・演奏によるインストゥルメンタル・アルバムで、『BOSSA DRIVE』に次いで6作目にあたる。本作は、2012年4月22日に東京・パークホテル東京で行われる弾き語りライヴ"ART colours Live2012 vol.1 “SPRING ～絵と君と～”"を記念して制作された限定盤である[2]。
- アルバムコンセプトは、ファンのリクエストに応え、「リラックス、ヒーリングアルバム」である。
- CDジャケットは、表面がパステルブルーの背景に桜花をアップにした写真を採用している。
- プロデュースは、崎谷健次郎。
- 「君でなければ」は、米良美一への提供曲セルフカバー。
- 「麗～ULALA～」は、リュ・シウォンへの提供曲セルフカバー。

## 収録曲
- さよならも言わずに
- 風を抱きしめて
- 6月・絵と君と
- 君でなければ
- 25：00の嵐
- Rag time on the rug
- くされ縁もいいさ
- 麗〜ULALA〜
- ひとりよりも、ふたり
- pastel wind〜風になりたい〜
- すべて、ひとつの愛に
- もう一度夜を止めて

　　全12曲、作曲 / 編曲：崎谷健次郎